# Phylloblastia dolichospora
Phylloblastia dolichospora är en svampart som beskrevs av Vain. Phylloblastia dolichospora ingår i släktet Phylloblastia och familjen Verrucariaceae.   Inga underarter finns listade i Catalogue of Life.